# Palazzo della Banca d'Italia (Napoli)
Il Palazzo della Banca d'Italia è un palazzo monumentale di Napoli ubicato in via Cervantes.

## Storia
Il palazzo sorse quando l'ufficio per il Risanamento del Rione Carità elaborò nel 1937 una nuova variante che includeva tra i palazzi da demolire anche il palazzo Sirignano, situato tra via Medina e piazza del Municipio. L'area ricavata dalle demolizioni sarebbe servita per l'edificazione di un grande fabbricato lungo 90 metri progettato dall'ingegnere Guido Milone (direttore della Società pel Risanamento) destinato alla Banca d'Italia. Il palazzo Sirignano e altri edifici rientranti nell'area del nuovo fabbricato furono demoliti entro il 1939, fu inoltre posizionata la prima pietra alla presenza del re e del figlio Umberto e del cardinale Ascalesi, ma il progetto fu interrotto dagli eventi bellici.
Nel 1949 fu bandito il concorso per il prosieguo dell'opera, che vide vincitrici le imprese De Lieto e Ferrobeton, con i relativi progettisti Marcello Canino e Arnaldo Foschini. La soluzione di un unico grande edificio che occupasse l'intero isolato fu sostituita da una che prevedeva un fabbricato ridotto di dimensioni per metà. Un altro edificio, speculare per dimensioni a quello della Banca d'Italia e di stile sostanzialmente simile, che avrebbe occupato la restante parte dell'isolato, venne progettato da Foschini per l'INA.
Il palazzo della Banca d'Italia fu inaugurato il 30 giugno 1957.

## Descrizione
Il palazzo occupa una superficie racchiusa da piazza Municipio, via Cervantes, via dell'Incoronata e via Mercato dei Grani, quest'ultima utilizzata in esclusiva dalla Banca per gli istituzionali e logistici (con corresponsione di canone annuale di occupazione al Comune) che separa il fabbricato della Banca d'Italia da quello gemello del Foschini che prospetta su via Medina ed occupato dall'INA. La struttura occupa l'intero lotto solamente nella parte basamentale che si evolve in un impianto planimetrico a C come il gemello del Foschini.
La composizione è caratterizzata da un massiccio blocco rivestito in pietra e travertino interrotta dalle finestre allineate del piano seminterrato e del piano rialzato separate da pilastri rivestiti in pietra. Una doppia fascia in travertino separa il basamento dal blocco a C, caratterizzato dalla scansione in linea delle finestre intervallate da setti murari che inglobano paraste che dinamicizzano la facciata. L'ultimo piano è completamente rivestito in travertino ed è concluso da una robusta cornice.
L'interno è caratterizzato dall'ampio salone che si trova al piano rialzato, nel quale vi sono opere d'arte realizzate nel 1956 da Francesco Russo su idee del pittore Giovanni Brancaccio. In altri ambienti vi sono anche dei mosaici che raffigurano scene agresti e marine.